# Camellia flava
Camellia flava là một loài thực vật có hoa trong họ Theaceae. Loài này được (Pit.) Sealy mô tả khoa học đầu tiên năm 1949.